# Opéra royal du château de Versailles

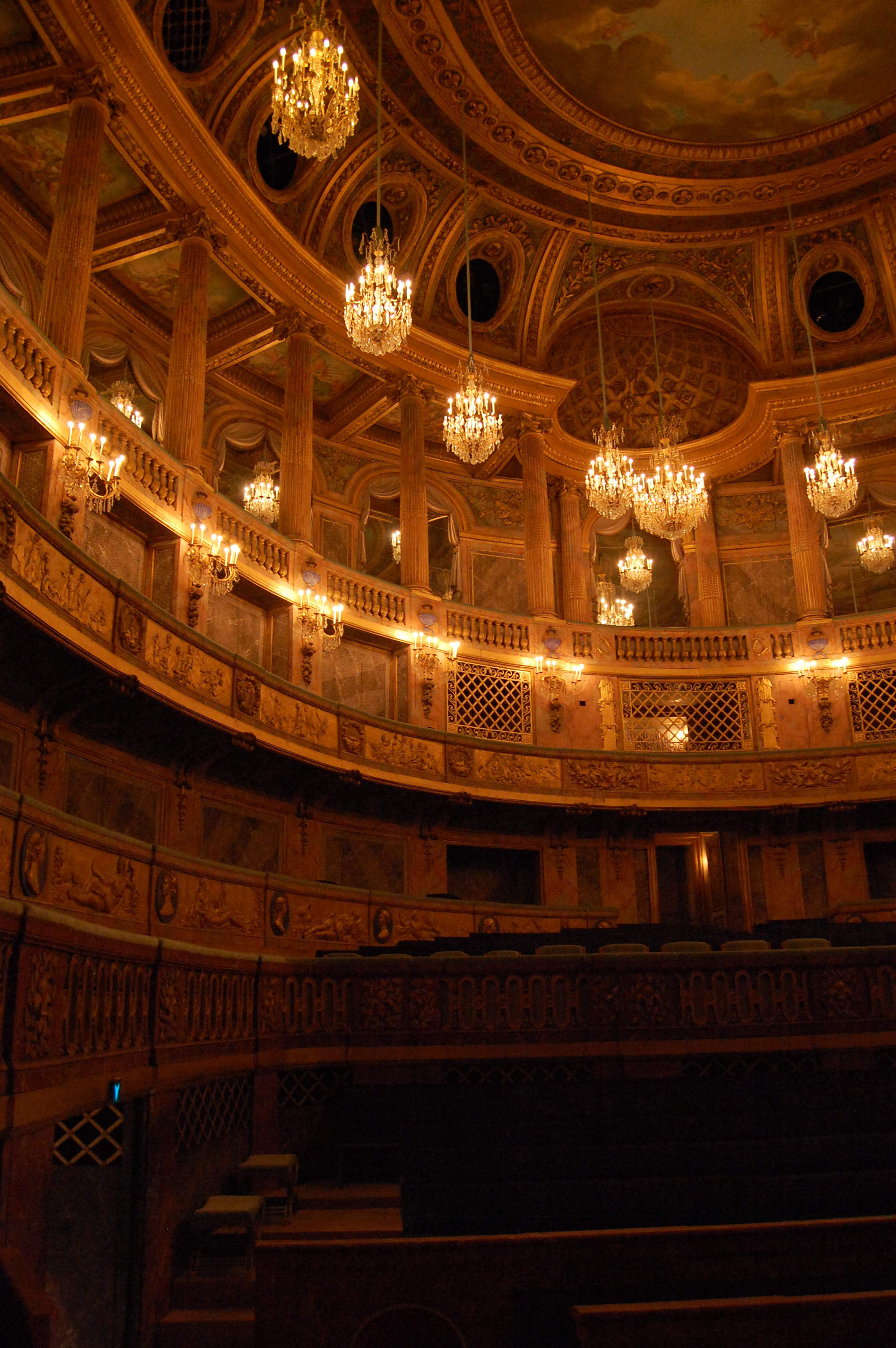
Opéra royal du château de Versailles

Opéra royal du château de Versailles i Versailles i Frankrike invigdes 1770.  Den designades av Ange-Jacques Gabriel (varför den ibland kallas Théâtre Gabriel), och inreddes av Augustin Pajou.  Den ligger i den norra änden av den norra flygeln i Slottet i Versailles. Det var slottets officiella opera och teaterscen. Den bör inte förväxlas med slottsteatern Théâtre de la Reine. 